# Cariacica
Cariacica is een gemeente in de Braziliaanse deelstaat Espírito Santo. De gemeente telt 387.368 inwoners (schatting 2017).

## Aangrenzende gemeenten
De gemeente grenst aan Domingos Martins, Santa Leopoldina, Serra, Viana, Vila Velha en Vitória.

## Verkeer en vervoer
De plaats ligt aan de noord-zuidlopende weg BR-101 tussen Touros en São José do Norte. Daarnaast ligt ze aan de weg ES-080.